# قرطيون داكن الأطراف
قرطيون داكن الأطراف (الاسم العلمي: Cerithium atromarginatum) هو نوع من الرخويات يتبع جنس القرطيون من الفصيلة القرطيونية.